# 九龍巴士30X線
九龍巴士30X線是香港的一條特快巴士路線，來往荃威花園及黃埔花園，途經紅磡、京士柏、油麻地、旺角、深水埗、長沙灣、荃灣市中心及荃景圍。本線特快路段僅限美孚至荃灣，但仍然是唯一直接往返荃灣區及紅磡的全日巴士路線。

## 歷史
- 1989年2月27日：30X線投入服務，途經西九龍走廊，只在平日繁忙時間及假日提供服務。
- 1991年10月3日：30X線改為全日服務，改經長沙灣道。
- 2012年5月2日：改為全空調服務，是途經荃灣路的巴士線及全港所有特快巴士路線之中，最後一條改為全空調服務[4]。
- 2015年6月27日：增設到站時間預報。[5]
- 2017年7月1日：因應212線取消，本綫提供單向優惠分段收費，在拔萃女書院站下車後，在伊利沙伯醫院內的便利店設置車費回贈機，提供3.8元車費回贈。同時永久實施富華街往荃威花園之$3.5分段收費。
- 2018年6月25日：往黃埔花園方向取消大南西街站，改停光昌街。[6]
- 2019年11月1日：30X線往黃埔花園方向，按原有路線駛至大河道，改經大河道、荃灣（如心廣場）巴士總站、大河道、沙咀道然後返回原有路線，加停荃灣（如心廣場）巴士總站[7][8]。是次改動原擬於10月28日實施[9][10]，但生效前一天卻突然被煞停[11][12]，最後延期四天實施。
- 2021年8月30日：30X線往黃埔花園方向，按原有路線駛至大河道，改經楊屋道、德士古道、荃灣路然後返回原有路線，取消荃灣（如心廣場）巴士總站及祈德尊新邨，加停楊屋道街市及橫窩仔街[13][14]。
- 2023年12月18日：30X線上午9時後開出往荃灣方向的班次，駛至荃灣路後，改經荃青交匯處、德士古道及楊屋道然後返回原有路線，取消大涌道「祈德尊新邨」及沙咀道「滿樂大廈」站，改停楊屋道「荃灣橫龍街」及「楊屋道街市」站；所有班次增設大河道「大河道」站。[15]

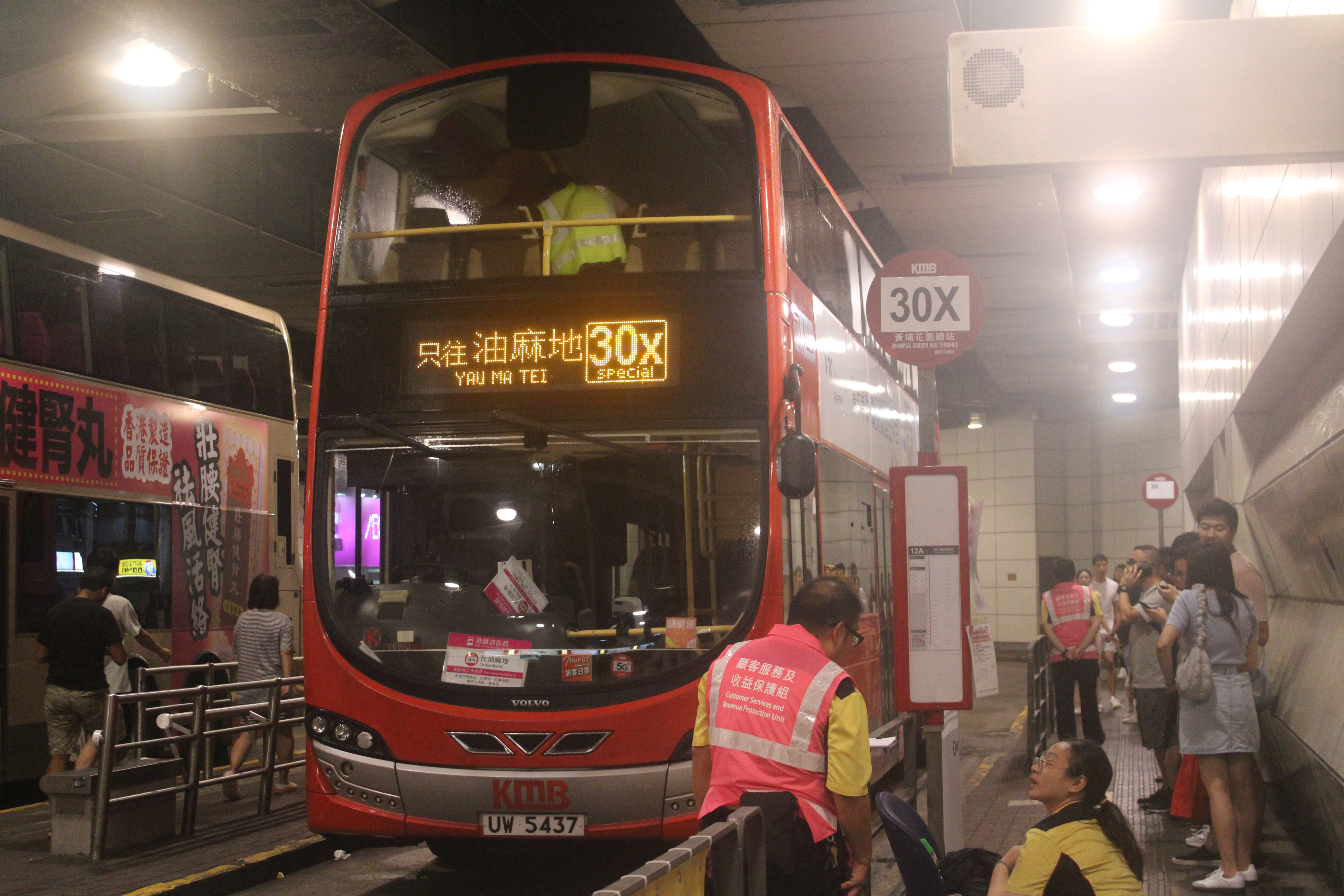
在黃埔花園公共運輸交匯處停泊的30X線特別班次巴士

- 2024年7月29日：配合港鐵觀塘綫工程，30X線用作接駁巴士路線、接載受影響乘客。[16]

## 服務時間及班次
| 荃威花園開       | 荃威花園開  | 荃威花園開   | 黃埔花園開       | 黃埔花園開  | 黃埔花園開   |
| 日期             | 服務時間    | 班次（分鐘） | 服務日期         | 服務時間    | 班次（分鐘） |
| ---------------- | ----------- | ------------ | ---------------- | ----------- | ------------ |
| 星期一至五       | 06:00-06:50 | 25           | 星期一至五       | 06:30-06:55 | 25           |
| 星期一至五       | 06:50-07:30 | 20           | 星期一至五       | 06:55-07:35 | 20           |
| 星期一至五       | 07:30-08:00 | 15           | 星期一至五       | 07:35-08:50 | 25           |
| 星期一至五       | 08:00-14:20 | 20           | 星期一至五       | 09:15-11:45 | 25           |
| 星期一至五       | 14:20-16:00 | 25           | 星期一至五       | 11:45-12:25 | 20           |
| 星期一至五       | 16:00-19:00 | 20           | 星期一至五       | 12:25-14:05 | 25           |
| 星期一至五       | 19:00-23:35 | 25           | 星期一至五       | 16:45-17:30 | 15           |
|                  |             |              | 星期一至五       | 17:30-23:10 | 20           |
| 星期六           | 06:00       | 06:00        | 星期一至五       | 23:10-00:00 | 25           |
| 星期六           | 06:25-12:45 | 20           | 星期六           | 06:30-08:50 | 20           |
| 星期六           | 12:45-13:45 | 15           | 星期六           | 09:10-14:10 | 20           |
| 星期六           | 13:45-17:05 | 20           | 星期六           | 14:10-15:10 | 15           |
| 星期六           | 22:45-23:35 | 25           | 星期六           | 18:40-00:00 | 20           |
| 星期日及公眾假期 | 06:00-11:00 | 20           | 星期日及公眾假期 | 06:30-08:10 | 25           |
| 星期日及公眾假期 | 11:00-13:15 | 15           | 星期日及公眾假期 | 08:10-08:50 | 20           |
| 星期日及公眾假期 | 13:15-21:55 | 20           | 星期日及公眾假期 | 09:10-16:30 | 20           |
| 星期日及公眾假期 | 21:55-23:35 | 25           | 星期日及公眾假期 | 16:30-18:00 | 15           |
| 星期日及公眾假期 |             |              |                  | 18:00-00:00 | 20           |

橙字班次改經沙咀道，不經楊屋道

## 收費
全程：$10.2
- 美孚站往黃埔花園：$7.2
- 太子站往黃埔花園：$5.8
- 美孚站往荃威花園：$7.4
- 富華街往荃威花園：$4.3

| - 本線設有12歲以下小童及65歲或以上長者半價優惠。 - 65歲或以上香港居民使用「樂悠咭」，以及12歲以下合資格殘疾兒童使用「殘疾人士身份」個人八達通繳付車資，均可享有每程$2.0或半價（以較低者為準）的票價優惠；12至64歲合資格殘疾人士使用「殘疾人士身份」個人八達通（包括「樂悠咭」），以及60至64歲香港居民使用「樂悠咭」繳付車資，均可享有每程$2.0或全費（以較低者為準）的票價優惠。 - 65歲或以上長者如使用長者或一般個人八達通繳付車資，則只可享有半價優惠；12至64歲合資格殘疾人士如不使用「殘疾人士身份」個人八達通，以及60至64歲人士如不使用「樂悠咭」繳付車資，必須繳付全費。 - 乘客可以現金或八達通於上車時付款，不設找續。 - 每位成人乘客可免費攜帶最多兩名4歲以下而不佔座位的兒童乘客乘車，超額之4歲以下小童必須繳付小童車費乘車。 - 持有「九巴月票」之乘客在車票有效期內，每日可享最多10程任何九龍巴士及龍運巴士路線（包括本路線，以及聯營路線的九龍巴士／龍運巴士提供的班次；惟乘搭機場「A」及「NA」線則可享原價二七折優惠（不會計算每天10次合資格車程））；而B1線則每日可享最多各2程（不會計算每天10次合資格車程）。 - 九龍巴士、城巴、龍運巴士及陽光巴士全職員工及家屬（不包括外判職員）可免費乘搭本路線，惟必須拍職員或職員家屬八達通。 - 乘客亦可透過多元化電子支付系統（e度嘟）繳付車資，包括使用非接觸式VISA卡、JCB卡、萬事達卡、銀聯卡、美國運通、大來國際、Discover Card、Apple Pay、Google Pay、Samsung Pay、AlipayHK「易乘碼」、支付寶、WeChatHK／微信支付「搭車碼」、銀聯雲閃付「乘車碼」及BOC Pay「乘車碼」。乘客使用此付款方式，使用此支付方式的乘客可享有中途下車之分段收費，以及與其他九巴／龍運獨營路線或聯營線九巴／龍運班次之轉乘優惠，惟不適用於與非九巴／龍運路線之轉乘優惠，亦不能享有「公共交通費用補貼計劃」及「長者及合資格殘疾人士公共交通票價優惠計劃」。 |

### 八達通轉乘優惠
乘客登上30X線後150分鐘內以同一張八達通卡轉乘九巴12A、18、234A或234B線，或由上述路線登車後150分鐘內以同一張八達通卡轉乘30X線，次程可獲$4.2車資折扣優惠。

### 八達通車費回贈優惠
往荃灣方向，在獲嘉道或其前的車站以八達通繳費乘車，在拔萃女書院站下車，並在伊利沙伯醫院D座內的便利店以同一張八達通拍車費回贈機，可享3.8元車費回贈，即實收$5.1。

## 使用車輛
由於本線途經專營巴士低排放區，故必須使用達到歐盟五型或以上排放標準的車輛行走。
最初派1980年代行走的利蘭珍寶／平頂寶巴士，並於1980年代尾以「雞車」利蘭勝利二型及丹尼士巨龍11米非空調巴士（S3N）為主帥，使用空調巴士後多以富豪奧林比安（AV）為主力。
現時30X線使用11輛富豪B9TL（AVBWU）
| 車隊編號 | 車牌   |
| -------- | ------ |
| AVBWU468 | UN1516 |
| AVBWU521 | UV1091 |
| AVBWU523 | UV1317 |
| AVBWU524 | UV1639 |
| AVBWU545 | UV9583 |
| AVBWU671 | VB8411 |
| AVBWU688 | VC5069 |
| AVBWU690 | VC5470 |
| AVBWU698 | VC9588 |
| AVBWU712 | VD6210 |
| AVBWU713 | VD6326 |

## 行車路線

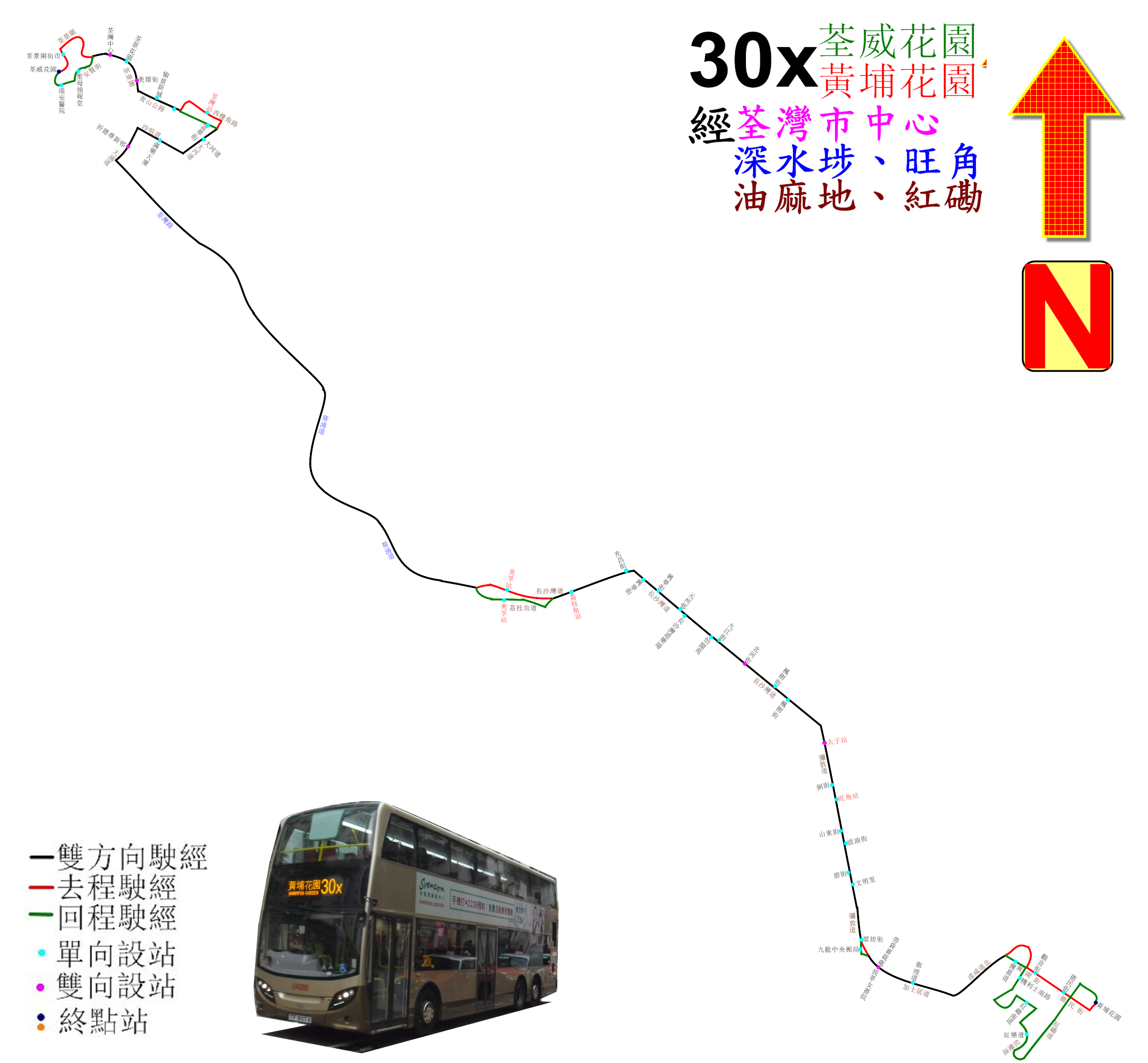
30X線的走線圖

30X線由荃灣（荃威花園）開出的班次途經荃景圍、青山公路－荃灣段、西樓角路、大河道、楊屋道、德士古道、荃青交匯處、荃灣路、葵涌道、長沙灣道、彌敦道、加士居道、漆咸道北、蕪湖街行車隧道、機利士南路、蕪湖街、德民街及德安街前往黃埔花園；由黃埔花園開出的班次途經德康街、紅磡道、紅磡繞道、紅鸞道、紅樂道、紅荔道、紅磡南道、紅菱街、暢通道、機利士南路、蕪湖街、漆咸道北、加士居道、彌敦道、長沙灣道、荔枝角道、葵涌道、荃灣路、荃青交匯處、德士古道、楊屋道、大河道、青山公路－荃灣段、荃景圍、安賢街及荃景圍前往荃灣（荃威花園），當中每日早上09:00前由黃埔花園開出的班次駛至荃灣路後，改經大涌道及沙咀道，然後返回大河道原有路線。各班次的具體停站請參考資訊框。

## 巴士迷事件
在本路線最後一個非空調巴士服務日（2012年5月1日），只有一班普通巴士班次，由5A線的普通巴士（S3V27／GL390）「柯打」前往荃威花園負責，因而吸引大批巴士迷前往黃埔花園乘搭。排隊期間，有巴士迷因插隊問題而向站長投訴，但引起了站長及巴士迷的爭執，更有巴士迷說粗言穢語辱罵站長和其他等候巴士的途人，情況非常混亂，其後有網上討論區及排隊中的巴士迷傳出該班次的巴士將直接前往拔萃女書院分站起載（不入黃埔花園），令部分巴士迷隨即乘搭其他交通工具（如212線、8P線、的士甚至私家車）追趕，希望能於拔萃女書院分站成功上車。部分乘搭212線追趕的巴士迷，在車程途中看見該巴士正前往黃埔花園準備載客，隨即在獲嘉道分站落車等候。
該班次於當晚19:10從黃埔花園開出，並無如部份巴士迷所期望在中途起載。由於該班車有太多巴士迷乘搭，令巴士在黃埔花園總站開出時已經爆滿（「頂閘」），亦未能接載所有在總站候車的乘客（和巴士迷）。在獲嘉道及拔萃女書院分站等候乘搭本班次的巴士迷，因未能登車而感到不滿。部分巴士迷以拍打車門及阻礙該巴士開出等方式發洩，有巴士迷更擅自在車外打開下車門與車內的稽查理論，亦有人以粗言穢語責罵車長，當時兩站（尤是獲嘉道分站）情況相當混亂。在獲嘉道分站，一名穿粉紅色衣服之男子情緒非常激動，指斥成功擠上車輛之巴士迷插隊，更以粗言穢語責罵車長及拍打車身，要求插隊上車的巴士迷下車，隨後亦有其他在場人士加入指罵。擾攘近5分鐘後，巴士於鼓譟聲中繼續車程，而插隊上車的巴士迷亦沒有下車。
上述事件（尤其是於獲嘉道發生的爭執）遭其他在場巴士迷與乘客拍下，並上載至YouTube，遭不少網民討論。有網民認為當局於最後一條冷熱線全冷當日應派出防暴警察控制場面，亦有網民指肇事巴士迷之行為是對「巴士迷」一詞之侮辱。此事被戲稱為「獲嘉之亂」，而此事亦於數日後遭多份主流報章報道，令傳媒開始關注巴士迷追捕熱狗巴士行為。
其後，該批巴士迷再返回黃埔花園向站長理論，其間亦有人以粗言穢語責罵站長，情況亦相當混亂。
九巴為平息巴士迷連日過份追捕熱狗巴士的熱潮，將非空調巴士最後服務日由原本的5月19日提早至2012年5月8日。

## 特別免費服務
因應港鐵於2024年7月28日於油麻地站進行大修，觀塘綫太子站至何文田站段服務將暫停一天。因此，九巴30X號線當天將於油麻地至黃埔各站，提供特別免費服務。

## 外部連結
- 九巴30X線—九龍巴士 （页面存档备份，存于）
- 九巴30X線詳細時間表 （页面存档备份，存于）
- 九巴30X線—i-busnet.com （页面存档备份，存于）
- 九巴30X線—681巴士總站 （页面存档备份，存于）